# عبد الملك السلولي
عبد الملك بن عبد العزيز السلولي اليمامي (؟ - ~100هـ/720م) شاعر عربي من اليمامة، تُنسَب إليه قصائد في الغزل.

## سيرته
ولد عبد الملك بن عبد العزيز السلولي في بادية اليمامة، ونشأ فيها، وتاريخ ميلاده غير معروف، ويُلقَّب بنُويب أو تُويت. لم يتصل عبد الملك السلولي بأحدٍ من الحكام والولاة، ومعظم شعره يتغزَّل فيه بامرأة اسمها سُعدى بنت أزهر، ولم تكن سُعدى تعرفه، لكنَّ أخبار شعره تصل إليها، ولمَّا عرفته حرَّضت إخوانها على ضربه، واشتكى عبد الملك إلى الوالي لعلَّه يقتص منهم، لكنَّه تجاهل طلبه. تزوَّجت سُعدى بأبي الجنوب يحيى بن حفصة، فهحا عبد الملك زوجها، واستمرَّ في التغزَّل بها في شعره. اختُلِفَ حول الفترة التي عاش فيها عبد الملك، فيذكر خير الدين الزركلي في «الأعلام» أنَّه عاش وتوفِّي في القرن الأوَّل الهجري، لكنَّ عمر فروخ يستنتج من المرويات حوله أنَّه كان من طبقة يحيى بن طالب الحنفي، الذي تُوفِّي في خلافة هارون الرشيد في الثُلُث الأخير من القرن الثاني الهجري.

## شعره
ضمَّن له أبو الفرج الأصفهاني قرابة سبعين بيتاً في «الأغاني».